# اورن‌ایر
اورن‌ایر (به انگلیسی: Orenair) یک شرکت هواپیمایی با کد یاتا R2 است که در تاریخ ۱۹۹۲ میلادی تأسیس شده است.
دفتر مرکزی اورن‌ایر در اورنبورگ، روسیه واقع شده‌است و قطب این شرکت هواپیمایی در فرودگاه اورنبورگ تسنترالنی قرار دارد و به ۱۲ مقصد، پرواز مستقیم انجام می‌دهد.

## مقصدهای پروازی
مقصدهای پروازی اورن‌ایر به شرح زیر است (دسامبر ۲۰۱۵):

### آسیا
جمهوری خلق چین
- فرودگاه بین‌المللی هانگجو ژیاشان
- فرودگاه بین‌المللی تیانجین بینهای

اسرائیل
- تل‌آویو - فرودگاه بین‌المللی بن گوریون

اندونزی
- بالی - فرودگاه بین‌المللی انگوراه رای

قزاقستان
- آلماتی - فرودگاه بین‌المللی آلماتی seasonal[۲]

تاجیکستان
- دوشنبه (تاجیکستان) - فرودگاه بین‌المللی دوشنبه
- خجند - فرودگاه خجند
- کولاب - فرودگاه کولاب[۳]

امارات متحده عربی
- شارجه - فرودگاه بین‌المللی شارجه چارتر فصلی[۴]

### اروپا
بلغارستان
- صوفیه - فرودگاه صوفیه

آلمان
- دوسلدورف - فرودگاه بین‌المللی دوسلدورف
- مونیخ - فرودگاه مونیخ
- هانوفر - فرودگاه هانوفر-لانگنهاگن

یونان
- آتن - فرودگاه بین‌المللی آتن چارتر فصلی
- کورفو - فرودگاه بین‌المللی کورفو
- کاوالا - فرودگاه بین‌المللی کاوالا چارتر فصلی

جمهوری چک
- پاردوبیتسه - چارتر
- پراگ - فرودگاه پراگ رازیون چارتر فصلی[۵]

روسیه
- آناپا - فرودگاه آناپا
- بارنائول - فرودگاه بارنائول
- چلیابینسک - فرودگاه چلیابینسک
- چلیابینسک - فرودگاه بین‌المللی ایرکوتسک
- ایرکوتسک - فرودگاه بین‌المللی ایرکوتسک اجرا برای آئروفلوت
- کراسنودار - فرودگاه پاشکوفسکی
- مینرالنیه وودی - فرودگاه مینرالنیه وودی
- مسکو
  - فرودگاه بین‌المللی دوموده‌دوو
  - فرودگاه بین‌المللی شرمتیوو
  - فرودگاه بین‌المللی ونوکووا
- نیژنوارتوفسک - فرودگاه نیژنوارتوفسک
- نووکوزنتسک - فرودگاه اسپیچنکوف
- نووسیبیرسک - فرودگاه تولمچوا
- امسک - فرودگاه تسنترالنی
- اورنبورگ - فرودگاه اورنبورگ تسنترالنی قطب اصلی
- پرم - فرودگاه بولشویه ساوینو
- سامارا (روسیه) - فرودگاه بین‌المللی کورومچ
- سیمفروپول - فرودگاه بین‌المللی سیمفروپول قطب دوم
- سوچی - فرودگاه بین‌المللی سوچی شهر کانونی
- سن پترزبورگ - فرودگاه پالکوو
- اوفا - فرودگاه بین‌المللی اوفا
- کورسک-خالینو

### آمریکای شمالی
مکزیک
- کانکون، کینتانا رو - فرودگاه بین‌المللی کانکون، کینتانا رو

این شرکت هواپیمایی پروازهای چارتر به مقصدهای قازان، کراسنودار، نیژنی نووگورود، نووسیبیرسک، امسک، روستوف-نا-دونو، سامارا (روسیه), شرم‌الشیخ، اوفا، ولگوگراد، گوا، پوپراد و دیگر مقصدها نیز انجام می‌دهد